# Загадкові вбивства Агати Крісті
Загадкові вбивства Агати Крісті (фр. Les Petits Meurtres d'Agatha Christie) — французький детективно-комедійний серіал, заснований на творах англійської письменниці Агати Крісті. На відміну від оригінальних творів, дії відбуваються у Франції, а сюжет набуває комедійності. Головними героями першого сезону є двоє чоловіків: комісар DCI Ларозьєр (Антуан Дюлері) та інспектор Лемпіон (Маріус Колюччі), в другому сезоні, один чоловік та дві жінки — комісар Сван Лоранс (Семюель Лабарт), його секретарка Марлен Леруа (Елоді Френк), а також журналістка Аліса Авріль (Бландін Беллавуар). Третій сезон передбачає також одного чоловіка та двох жінок — офіцера Макса Беретта (Артур Дюпон), комісара Енні Греко (Емілі Гевуа-Кан) та психолога Розу Беллекур (Хлоя Чаудой). Події першого сезону відбуваються у 1930-х роках, другого — в середині 1950-х на початку 1960-х років, а третього — в 1970-і роки. В Україні серіал транслювався на каналах «НТН», «Enter-фільм», «Київ», «5 канал» та «Obozrevatel».

## Сюжет
Серіал базується на творах Агати Крісті, проте дія переноситься до Франції. У першому сезоні події розгортаються у Норд-Па-де-Кале у 1930-х років.
Головними героями є комісар Жан Ларозьєр — спокусливий епікуреєць років п'ятдесяти, та його помічник — інспектор Еміль Лемпіон, який є гомосексуалом. Йому близько тридцяти років, він сором'язливий, не такий розумний як його бос, але милий і м'який за характером. Цей дует натхненний Еркюлем Пуаро та капітаном Гастінгсом.
У другому сезоні дія переноситься в кінець 1950-х, а потім на початок 1960-х років. Тут слідчими є комісар Сван Лоранс — холодний, сухий чоловік близько сорока років, завжди елегантний, видатний, спокусливий та розумний, журналістка газети La Voix du Nord («Голос Півночі») рудоволоса Аліса Авріль — допитлива, комунікабельна та вперта, а також його секретарка — Марлен Леруа — красива, мила, турботлива та сексуальна білявка, але представлена глядачам як надто наївна.
У третьому сезоні дія переноситься у 1970-х років, головними героями нового тріо є: Енні Греко — перша жінка-комісар з сильним, саркастичним та талантливим характером, інспектор Макс Беретта — імпульсивна мачо-людина, а також психолог Роза Беллекур — мила та забіякувата.

## Сезони та серії
- Перший сезон — 11 серій с комісаром Ларозьєром та інспектором Лемпіоном, —  виходив з 9 січня 2009 по 14 вересня 2012 року на каналі France 2.
  - 1. Убивства за алфавітом (за однойменним романом)
  - 2. Вийшов місяць із тумана (за романом Випробування невинністю)
  - 3. Отруєне перо (за романом Перст провидіння)
  - 4. Дім загрози (за романом  Загадка Ендхауза)
  - 5. Кішка і миші (за романом Кішка серед голубів)
  - 6. Я не винна (за романом  Сумний кипарис)
  - 7. П'ять поросят (за однойменним романом)
  - 8. Приплив і відлив (за романом  Берег удачі)
  - 9. Труп на подушці (за романом  Тіло в бібліотеці)
  - 10. Вбивство уві сні (за романом  Забуте вбивство)
  - 11. Вбивство у театрі (за романом  Смерть лорда Еджвера)

- Другий сезон — 27 серій з комісаром Сваном Лорансом, журналісткою Алісою Авріль та секретаркою Марлен Леруа, —  виходив з 29 березня 2013 по 16 жовтня 2020 року на каналі France 2.
  - 1. Ігри з дзеркалами (за романом  Гра дзеркал)
  - 2. Смерть в келиху шампанського (за романом  Блискучий ціанід)
  - 3. Безмовний свідок (на основі однойменного роману)
  - 4. Чому не Мартен? (за романом Чому не Еванс?)
  - 5. Вбивство на дитячому святі (за романом  Вечірка на Геловін)
  - 6. Карти на стіл (на основі  однойменного роману)
  - 7. Вбивство не вигідно (за романом  Убивство на полі для гольфу)
  - 8. Пансіон «Ванілос» (за романом  Гікорі Дікорі Док)
  - 9. Вбити легко? (за романом  Вбити легко)
  - 10. Мадам Макгінті померла (за романом  Місіс Макгінті з життям розсталася)
  - 11. Вбивча вечірка (за романом  Оголошено вбивство)
  - 12. Таємниче викрадення маленького Брюно (за оповіданням Пригода Джонні Вейверлі)
  - 13. Білий кінь (за романом  Вілла «Білий кінь»)
  - 14. Справа Протеро (за романом  Убивство в будинку вікарія)
  - 15. Загадкова пригода у «Стилі» (за романом  Загадкова пригода в Стайлзі)
  - 16. Альбер Мажор був надто балакучий (за романом  Карибська таємниця)
  - 17. Людина у коричневому костюмі (на основі однойменного роману)
  - 18. Дзеркало ламається (за романом  Тріснуло дзеркало)
  - 19. Вбивча мода (за романом  Третя дівчина)
  - 20. Злочин на Різдво (різдвяний випуск, оригінальний сюжет)
  - 21. Драма у трьох актах (за романом  Трагедія у трьох діях)
  - 22. Вбивства на продаж (за романом  Різдво Еркюля Пуаро)
  - 23. Смертельна мелодія (за романом Загадка Сіттафорда)
  - 24. Дін Ден Донг (за романом  Зло під сонцем)
  - 25. В напрямку до нуля (за романом Година нуль)
  - 26. Побачення зі смертю (за романом Зустріч зі смертю)
  - 27. Труп за сніданком (оригінальний сюжет, музична комедія)

- Третій сезон — 10 серій з офіцером Максом Береттою, комісаром Енні Греко та психологом Розой Беллекур, — виходив з 29 січня 2021 по 8 березня 2024 року на каналі France 2.
  - 1. Ніч, яка ніколи не скінчиться (за романом Нескінченна ніч)
  - 2. Темна кімната (оригінальний сюжет)
  - 3. Лощина (за однойменним романом)
  - 4. Коли миші танцюють (оригінальний сюжет)
  - 5. Померти на сцені (оригінальний сюжет)
  - 6. Поки смерть не розлучить нас (оригінальний сюжет)
  - 7. Вбивства третього ступеня (оригінальний сюжет)
  - 8. За одну мить (оригінальний сюжет)
  - 9. Смертельна карма (оригінальний сюжет)
  - 10. Вбивства у школі-інтернаті (оригінальний сюжет)

## Українське закадрове озвучення

### Багатоголосе закадрове озвучення студії«Так Треба Продакшн»(1 сезон)
Ролі озвучували: Анатолій Пашнін, Юрій Гребельник, Людмила Чиншева і Олена Бліннікова

### Багатоголосе закадрове озвучення телекомпанії«Інтер»(1 сезон)
Ролі озвучували: Владислав Пупков, Ігор Журбенко, Тетяна Зіновенко і Марина Клодніцька

### Двоголосе закадрове озвучення компанії «Кіт» (1—2 сезони)
Ролі озвучували: Андрій Вільколек, В'ячеслав Скорик, Дарина Муращенко і Анастасія Павленко

## Цікаві факти
- Для зйомок чотирьох серій серіалу потрібно було пів року роботи, включаючи кілька тижнів постпродукції.
- «Загадкові вбивства Агати Крісті» представляє один із найбільших фантастичних бюджетів France Télévision[1], вартість виробництва серіалу становить 2,5 мільйона євро.
- Над кожним епізодом працювало сімдесят людей, 20 з яких присвячені виключно декораціям.